# 大堀隆
大堀 隆（おおほり たかし、1943年1月27日 - ）は、日本の実業家。静岡県出身。プロ野球・横浜ベイスターズの球団社長を務め、毎年赤字経営であった横浜球団を、合理的経営とファンサービスの強化で黒字に転換した実績をもつ。前神港魚類の社長。

## 来歴
- 1961年 静岡県立榛原高等学校卒業。
- 1965年 横浜市立大学文理学部卒業後、大洋漁業入社。
- 1994年 マルハ取締役総務部長から横浜ベイスターズ球団社長に出向。
- 1995年 球団商品部を独立させ、ベイスターズサービス設立。
- 1996年 横浜ベイスターズが黒字化し、以後6期連続で達成。
- 1997年 2軍の専用球場を平塚球場より横須賀スタジアムへ移転。
- 1998年 映像ソフトの販売を目的とした、ベイスターズソフトを設立。横浜ベイスターズがセ・リーグ優勝と日本一に輝く。
- 2000年 2軍を湘南シーレックスと改称し、球団業務部より4名からなるシーレックス事業部を分離して独立採算を採らせ、初年度平均観客動員1,000人超を達成。法政大学工学部教授で法政大野球部監督の山中正竹（元・バルセロナオリンピック野球日本代表監督）を球団編成担当（GM）に招聘。この年、読売ジャイアンツの大量補強を「戦略もない、品もない、あるのは金だけ」と批判した。
- 2002年 マルハが所有する横浜球団株を全てTBS・BS-iに売却。
- 2003年 前年最下位及び監督（森祇晶）の途中解任の引責と筆頭株主交替により、横浜球団社長を辞任しマルハへ常務取締役グループ経営企画本部長で復帰。
- 2004年 マルハが株式移転し、マルハグループ本社を設立。
- 2006年 関連会社の神港魚類副社長に就任。
- 2007年 マルハがニチロとの経営統合により、統合持株会社マルハニチロホールディングスを設立。神港魚類代表取締役社長に就任。
- 2008年 神港魚類が絡んだ中国産ウナギの食品偽装事件が発覚。
- 2009年 中国産ウナギの食品偽装事件の責任を取り6月で社長を退任。

## 参考書籍
- 小島克典『プロ野球2.0』（扶桑社新書 24）扶桑社 2008年2月29日 ISBN 978-4594055912　
（北海道日本ハムファイターズ球団社長・藤井純一氏×横浜ベイスターズ元球団社長・大堀隆氏「スポーツと地域の共存」p.173 − p.199）